# Kalle Laar

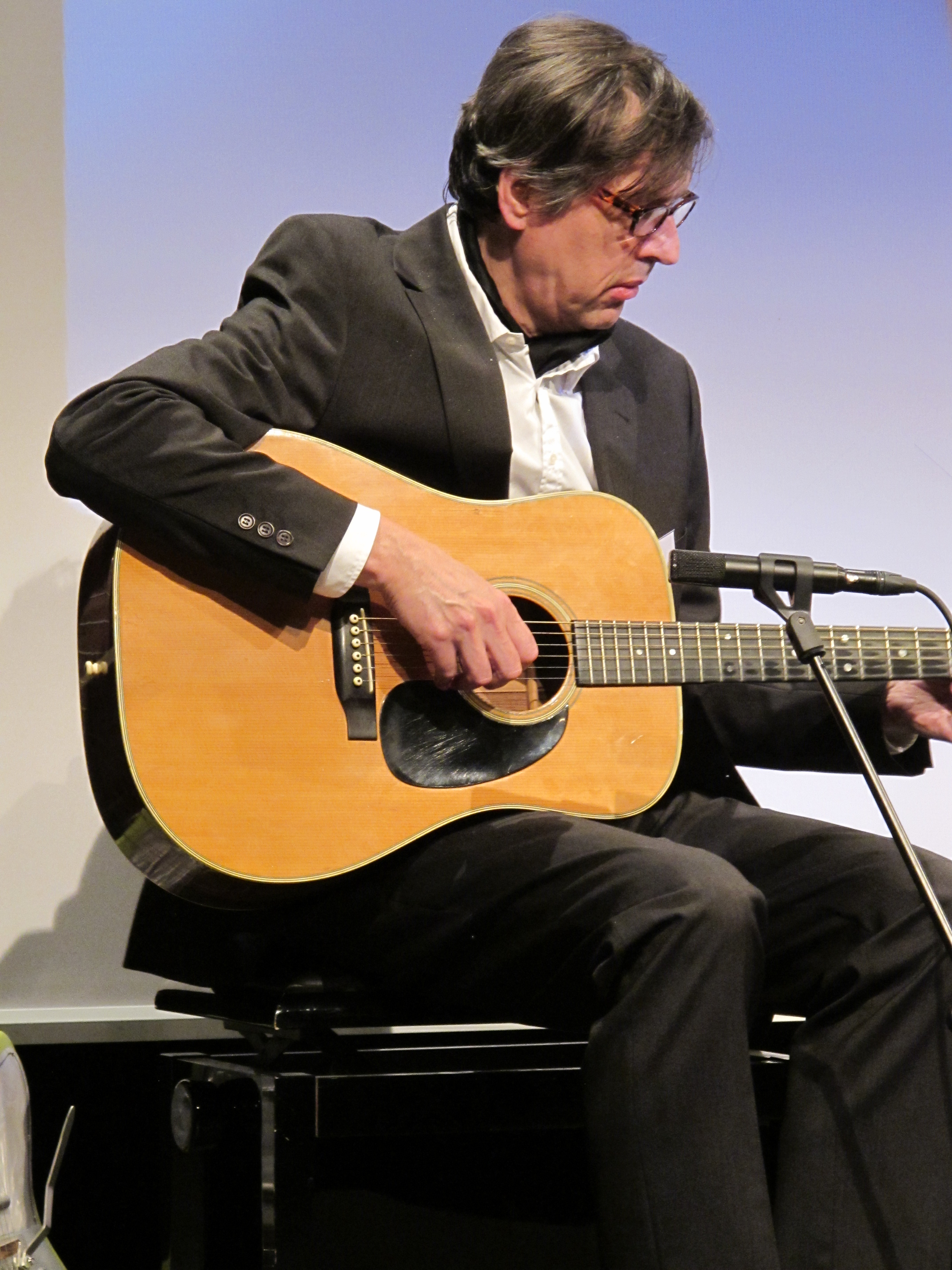
Kalle Laar 2014

Kalle Aldis Laar (* 1955) ist ein deutscher Musiker und Performancekünstler lettisch-estnischer Abstammung. Er ist zusammen mit Barbara Holzherr Gründer und Betreiber des Temporären Klangmuseums in der Städtischen Galerie im Lenbachhaus in München. Laar tritt auch als DJ auf.

## Leben und Wirken
Kalle Laar studierte Mittelalterliche Geschichte und Wissenschaftsgeschichte an der LMU München und erlangte den Abschluss als Master of Arts.
Ab 1989 ging er mit dem japanischen Perkussionisten Takashi Kazamaki auf Tourneen durch Europa, die USA und durch Japan. Sie gaben über 100 Konzerte und spielten mehrere CDs ein. Laar veröffentlichte CDs mit bekannten Künstlern wie Elliott Sharp, Christian Marclay, Samm Bennett, Tom Cora und William Parker.
1996 gründete er mit Barbara Holzherr das Temporäre Klangmuseum. Kalle Laar arbeitet als Herausgeber für das Label Trikont. Er hat einen Lehrauftrag für Architektur und Klang an der Fachhochschule München.
Zusammen mit dem Berliner Künstler Zeitblom realisierte er mehrere Projekte wie Das Warheads-Oratorium (1997), Metropolis (2001), M – eine Stadt sucht einen Mörder (2003) und Hangmen Also Die (2005). Metropolis wurde 2001 als Hörspiel des Jahres und mit einer Silbermedaille beim New York Festival ausgezeichnet.
Mit seiner Frau Augusta Laar bildet Laar das Duo Kunst oder Unfall.
Kalle Laar lebt in Krailling bei München und in Wien.

## Auszeichnungen
- Förderpreisträger und Stipendiat für Musik der Stadt München
- 2001: Hörspiel des Jahres für Metropolis (mit Zeitblom)

## Werke
Musikalische Arbeiten
- mit Zeitblom: Das Warheads-Oratorium. Text: Romuald Karmakar, Michael Farin. Strunz Enterprises, Erding 2001, ISBN 3-934847-12-9. (Rundfunkmitschnitt BR vom 28. November 1997.)
- mit Zeitblom: Vertonung des Hörspiels Metropolis nach dem Roman von Thea von Harbou. Random House Audio, Köln 2002, ISBN 3-89830-416-7. (Rezension bei perlentaucher.de)
- mit Zeitblom: Vertonung des Hörspiels M – Eine Stadt sucht einen Mörder nach Thea von Harbou. Der Audio Verlag, Berlin 2007, ISBN 978-3-89813-617-4.

Diskografie
- mit Takashi Kazamaki: Return to Street Level. Mit Elliott Sharp, Christian Marclay, Tom Cora, Nick Didkovsky, Paul Hoskin (1990, Ear-Rational).
- mit Takashi Kazamaki: Floating Frames. (1994, Bellaphon).
- mit Takashi Kazamaki: Moving. Mit Kazutoki Umezu, Samm Bennett. Aufgenommen 1994 in New York. (1996, Konnex).

Herausgeber
- La Paloma. One song for all. (1995, Trikont).
- La Paloma II: One song for all worlds. (1996, Trikont).
- La Paloma III. (1997, Trikont).
- Coco Schumann: double – 50 years in jazz. (1997, Trikont).